# Инопланетное вторжение: Битва за Лос-Анджелес
«Инопланетное вторжение: Битва за Лос-Анджелес» (англ. Battle: Los Angeles) — научно-фантастический боевик режиссёра Джонатана Либесмана о том, как отряду морских пехотинцев приходится оборонять Лос-Анджелес от инопланетных захватчиков. Премьера прошла 11 марта 2011 года.

## Сюжет
В апреле 2011 года крупные объекты, принятые за метеориты, падают в океан возле нескольких крупных прибрежных городов. Однако становится известно, что это десантные космические корабли инопланетян. Морские пехотинцы из Кэмп-Пендлтона выдвигаются в Лос-Анджелес. В их числе 40-летний ветеран Майкл Нанц (Аарон Экхарт).
Дело идёт как нельзя хуже: сухопутные войска не имеют явной поддержки с воздуха, а ВВС планирует начать бомбить район Санта-Моники. Взводу поручается спасать гражданских лиц от станции полиции в западном Лос-Анджелесе до начала бомбардировки. Перемещаясь по городу, они несут большие потери. Морпехи объединяются с группой солдат Национальной гвардии из 40-й пехотной дивизии под командованием сержанта Освальда, а также с прибившейся к группе техником-сержантом разведки (TSgt) ВВС США Хеленой Сантос (Мишель Родригес).
В полицейском участке взвод находит пять человек: ветеринара по имени Микеле (Бриджит Мойнахан), её племянниц Кирстен и Эми, Джо Ринкона и его сына Гектора. Вертолет прибывает для эвакуации раненых морских пехотинцев, но командир его экипажа не может принять на борт гражданских лиц, ссылаясь на отсутствие свободных мест. Когда вертолет с ранеными взлетает, его уничтожает неожиданно появившийся летательный аппарат пришельцев. Морские пехотинцы вынуждены остаться в разгромленном полицейском участке. Бойцы Локетт и Кернс выставляются в дозор на крыше участка, в то время как остальные собираются в кабинете, где морпехи ранее обнаружили гражданских. Радист группы Моттола выходит на связь с базой, но оттуда приходит сообщение о том, что второй борт не пришлют — авиация пришельцев почти сразу же завоевала превосходство в воздухе. Однако есть и положительный момент — морпехи Имлей и Харрис во время обхода натыкаются в одном из помещений на незамеченное ранее тело пришельца, о чём незамедлительно докладывают лейтенанту Мартинесу и штаб-сержанту Нанцу. Найденное тело подаёт признаки жизни. Имлей делает контрольный выстрел в голову, но искалеченный пришелец не погибает. Нанц принимает решение вскрыть тело пришельца, чтобы найти слабые места в его организме. В процессе ему помогают Адукву и Микеле, Сантос же фиксирует процесс на видеокамеру.  Нанц всё-таки находит «ахиллесову пяту» пришельца — она располагается чуть правее того места, где у людей находится сердце. Враги, проявив тактическое мышление, подбираются близко к участку и вламываются внутрь, но капралу Имлею удаётся сдержать их продвижение — он взрывает нескольких агрессоров с помощью гранатомёта M203, после чего воссоединяется с отрядом. В итоге, морпехам и бойцам 40-й удаётся сбежать из участка на автобусе. Они также узнают, что боевые дроны пришельцев автономно наводятся на источники радиосигналов. При этом штаб-сержанту Нанцу удаётся с помощью радиостанции заманить БПЛА чужих в ловушку на АЗС и взорвать, бросив гранату так, чтобы она подорвала топливные насосы. Получившийся взрыв уничтожает беспилотник.

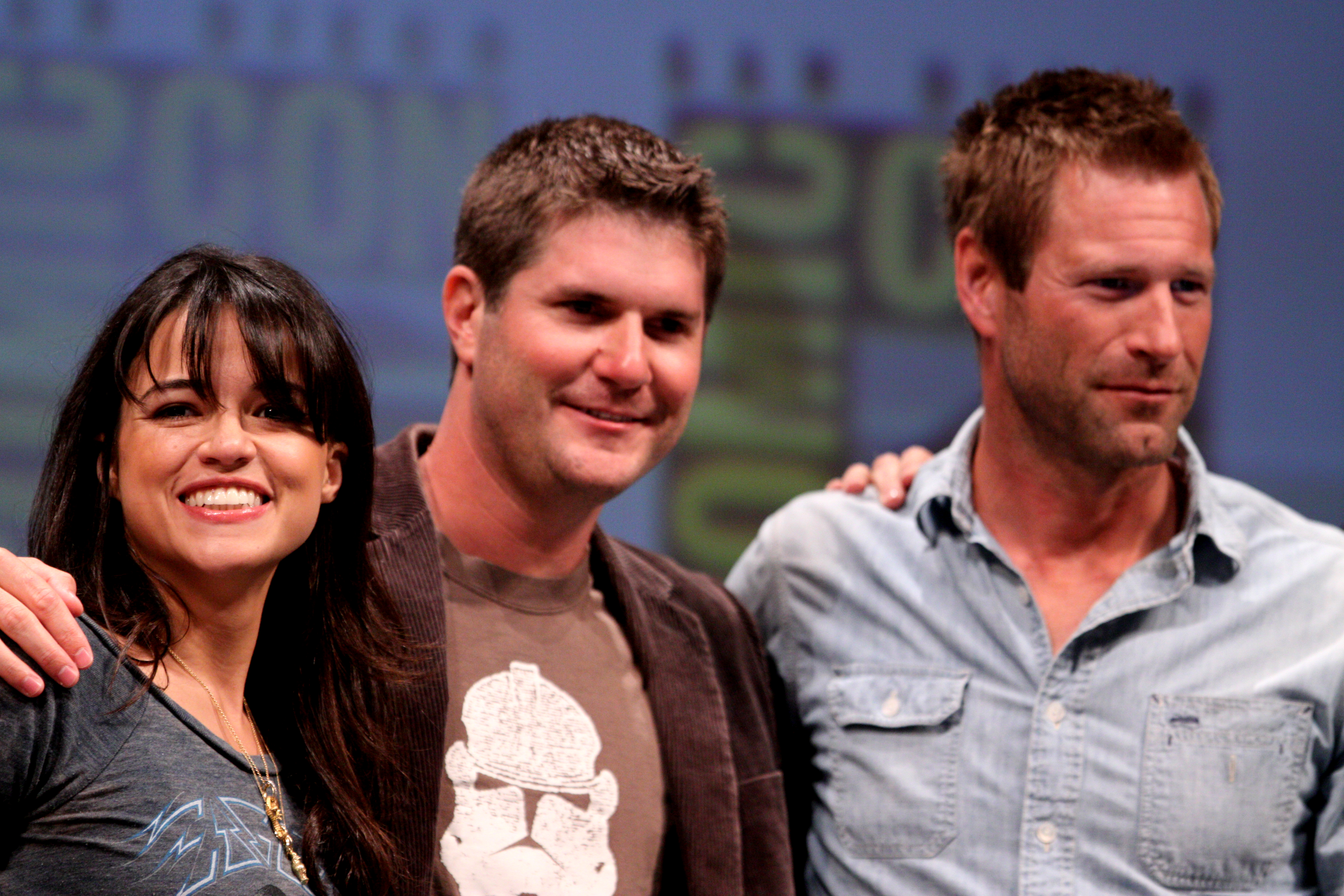
Мишель Родригес, режиссер Джонатан Либесман, Аарон Экхарт на фестивале San Diego Comic-Con International 2010

Сантос, обсуждая с Нанцем технику пришельцев, показывает, что сначала надо найти центральный командный пункт пришельцев, полагая, что из него можно отключить дроны. На шоссе I-10 морпехи попадают в засаду, так что им приходится бросить обездвиженный автобус и принять бой, в котором также участвует танк «Абрамс» из другого подразделения. Морские пехотинцы Моттола, Адукву и Харрис, а также боец 40-й Рид уводят гражданских лиц от шоссе, пока остальные военные прикрывают их. Бой поначалу складывается в пользу землян: им удаётся уничтожить крупную группу «неизвестных агрессоров» (в том числе пришельца-артиллериста), в то время как экипаж «Абрамса» сбивает ещё один БПЛА. Однако пришельцы вскоре переламывают ситуацию, уничтожая танк и добивая его экипаж. Кроме того, инопланетяне выводят на поле боя мобильную ракетную установку, которая методично уничтожает укрытия и убивает землян одного за другим. В бою гибнут все бойцы 40-й дивизии, а также морские пехотинцы Ставру и Моттола. Гражданский Джо Ринкон и лейтенант Мартинес получают тяжёлые ранения. Последний жертвует собой, чтобы уничтожить врага подрывом взрывчатки C-4 внутри автобуса, спасая Нанца и уничтожая ракетный комплекс чужих.
Оставшиеся в живых морские пехотинцы и гражданские уходят из зоны бомбардировки. В эфире прошедшего телерепортажа предполагается, что пришельцам нужна вода на Земле, которую они используют в качестве сырья для производства водородного термоядерного топлива. Команда дожидается бомбардировки, но ничего не происходит. В аэропорту морпехи узнают, что пришельцы уничтожили все ударные силы ВВС в округе и военные отступают из Лос-Анджелеса, Нанц решает выходить на другую точку эвакуации. Перед тем, как они уходят, Ринкон умирает от ран.
Морпехи достигают новой посадочной площадки, и их эвакуирует вертолёт. Во время полета вертолёт теряет мощность, и Нанц предполагает, что это произошло в момент пролёта над командным центром пришельцев. Он решает уничтожить его в одиночку, но его команда уходит вместе с ним. Во время перехода по канализации морские пехотинцы попадают под сильный обстрел и возвращаются на поверхность. Кернс по рации запрашивает у командования удар ракетами «земля—земля», которые будут направлены Нанцем с помощью лазерного целеуказателя, в то время как другие будут оборонять позицию. Кернса убивают, когда он демаскирует свою позицию удачным выстрелом по одному из пришельцев.
Первая ракета повреждает, но не выводит из строя командный центр пришельцев. Он поднимается в воздух, и дроны начинают транспортировать его по воздуху в безопасную зону. В это же время наземные силы пришельцев пытаются уничтожить морпехов. От второй ракеты, запущенной землянами, пришельцы прикрываются одним из дронов, который принимает на себя её удар, спасая тем самым командный центр. Морпехи сбивают дрон, который летит наперехват третьей ракете, которая удачно поражает командный центр прямым попаданием, что приводит к отключению летающих дронов пришельцев. Наземные силы отступают, и оставшихся в живых морских пехотинцев забирает прилетевший вертолёт. 
Другие города, находящиеся под угрозой, будут использовать ту же стратегию, и это окажется поворотным моментом в войне с пришельцами, хотя морпехи обнаружили командный центр совершенно случайно. Несмотря на возможность отдохнуть, команда Нанца воссоединяется с остальной частью морской пехоты, перевооружается и уходит отбивать Лос-Анджелес.

## В ролях

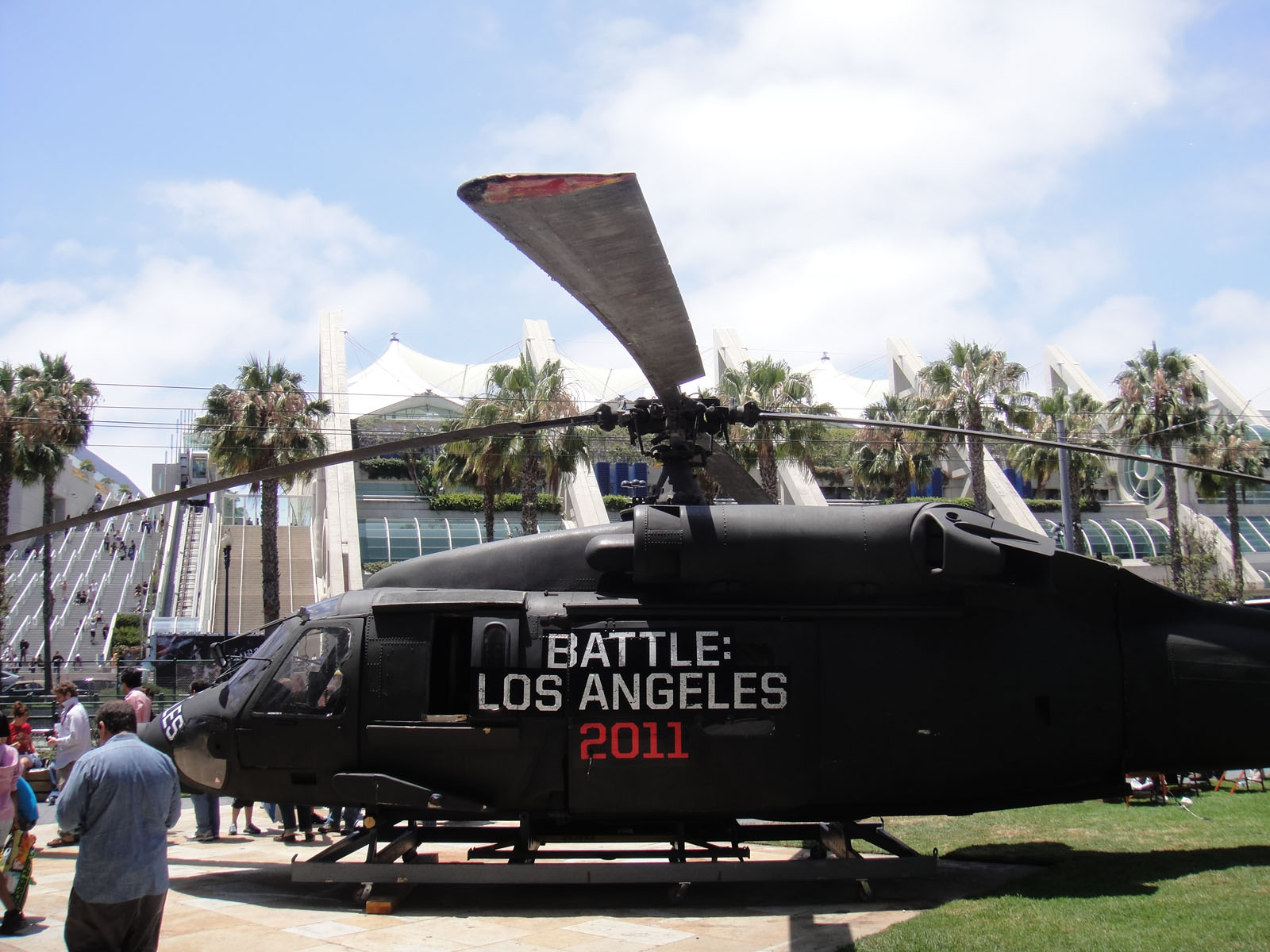
символика фильма на фестивале San Diego Comic-Con International 2010

- Аарон Экхарт — штаб-сержант Майкл Нанц
- Мишель Родригес — тех-сержант Елена Сантос
- Уилл Ротхаар — капрал Ли Имлэй
- Бриджит Мойнахан — Мишель Мартинес
- Джим Пэррак — младший капрал Питер Кернс
- Майкл Пенья — Джо Ринкон
- Лукас Тилл — капрал Мак Грэйстон
- Ne-Yo — капрал Кевин Харрис
- Джои Кинг — Кирстен
- Брюс Касс — Гектор Ринкон
- Джино Энтони Песи — капрал Ник Ставру
- Адетокумбо Маккормак — санитар Джибриль Адукву
- Джеймс Хироюки Лиао — младший капрал Стивен Моттола
- Ноэль Фишер — рядовой первого класса Шон Ленехан
- Тейлор Хэндли — младший капрал Кори Симмонс
- Рамон Родригес — лейтенант Уильям Мартинес
- Нил Браун мл. — младший капрал Ричард Геррерро
- Кори Хардрикт — капрал Джейсон Локетт
- Джессика Хип — Джесси
- Мишель Пирс — Шелли

## Критика
Фильм получил большей частью негативные отзывы критиков. На сайте Rotten Tomatoes собрано 174 рецензии, из которых положительных — только 35 %.
Известный кинокритик Роджер Эберт раскритиковал «Инопланетное вторжение: Битва за Лос-Анджелес» в длинном обзоре, назвав фильм «шумным, жестоким, уродливым и глупым», поставив фильму всего ползвезды. Хотя он похвалил игру Аарона Экхарта, Эберт резко раскритиковал сценарий фильма, дизайн эффектов, операторскую работу и монтаж. Он завершил свой обзор, сказав: «Когда я думаю об элегантной конструкции чего-то вроде Перестрелка в О. К. Коррал, мне хочется рвать волосы на голове и плакать горькими слезами отчаяния. Поколения кинематографистов посвятили свою жизнь совершенствованию методов, которые такой режиссер, как Джонатан Либесман, либо не знает, либо безразличен к нему. Тем не менее ему дают миллионы долларов, чтобы произвести это нападение на внимание целого поколения». Энтони Лейн из The New Yorker дал фильму лучшую рецензию, только сравнив его с фильмами, которые были хуже, заявив: «Битва: Лос-Анджелес намного веселее, чем изнурительные, выматывающие душу глупости, такие как «Терминатор: Да придёт спаситель» или фильмы о Трансформерах.

## Сборы
Во всем мире фильм собрал около 211 млн долларов. В России фильм собрал более 8 млн долларов, в США — 80 млн долларов.

## Видеоигра
Видеоигра по фильму разработана компанией Saber Interactive и распространяется компанией Konami. В России издателем выступила компания «1С-СофтКлаб». Игра доступна с 11 марта 2011 года через сервис Xbox Live Arcade, также ожидается в PlayStation Network и Steam. Игра использует движок Havok.